# Supravee Miprathang
Supravee Miprathang (tiếng Thái: สุประวีณ์ มีประทัง, sinh ngày 19 tháng 7 năm 1996), là một cầu thủ bóng đá người Thái Lan thi đấu ở vị trí hậu vệ trái cho câu lạc bộ Giải bóng đá Ngoại hạng Thái Lan Suphanburi.

## Sự nghiệp quốc tế
Anh đoạt chức vô địch Giải vô địch bóng đá U-16 Đông Nam Á 2011 với U-17 Thái Lan

## Bàn thắng quốc tế

### U-16
| #  | Ngày               | Địa điểm                                       | Đối thủ  | Tỉ số | Kết quả | Giải đấu                                  |
| -- | ------------------ | ---------------------------------------------- | -------- | ----- | ------- | ----------------------------------------- |
| 1. | 7 tháng 7 năm 2011 | Sân vận động Quốc gia Lào mới, Viêng Chăn, Lào | Malaysia | 1-0   | 2-2     | Giải vô địch bóng đá U-16 Đông Nam Á 2011 |
| 2. | 6 tháng 6 năm 2012 | Sân vận động Quốc gia Lào mới, Viêng Chăn, Lào | Úc       | 1-3   | 2-4     | Giải vô địch bóng đá U-16 Đông Nam Á 2012 |

### U-19
| #  | Ngày                | Địa điểm                                           | Đối thủ  | Tỉ số | Kết quả | Giải đấu                                  |
| -- | ------------------- | -------------------------------------------------- | -------- | ----- | ------- | ----------------------------------------- |
| 1. | 10 tháng 9 năm 2013 | Sân vận động Petrokimia, Gresik Regency, Indonesia | Việt Nam | 2–3   | 2–3     | Giải vô địch bóng đá U-19 Đông Nam Á 2013 |
| 2. | 12 tháng 9 năm 2013 | Sân vận động Petrokimia, Gresik Regency, Indonesia | Brunei   | 1–0   | 8–0     | Giải vô địch bóng đá U-19 Đông Nam Á 2013 |

## Danh hiệu

### Quốc tế
Thái Lan U-17
- Giải vô địch bóng đá U-16 Đông Nam Á
  -  Vô địch (1): 2011